# Molina de Aragón
Molina de Aragón – miasto w Hiszpanii, we wspólnocie autonomicznej Kastylia-La Mancha. W 2007 liczyło 3 534 mieszkańców.